# کیمو تارکیو
کیمو تارکیو (فنلاندی: Kimmo Tarkkio؛ زادهٔ ۱۵ ژانویهٔ ۱۹۶۶) بازیکن فوتبال اهل فنلاند بود.
از باشگاه‌هایی که در آن بازی کرده‌است می‌توان به باشگاه فوتبال هلسینکی، باشگاه فوتبال هامارابی، گروه ورزشی شاوش، باشگاه فوتبال هاکا، باشگاه فوتبال واسان پالوسئورا، و باشگاه فوتبال گوانگ‌ژو اشاره کرد.
وی همچنین در تیم‌های ملی فوتبال زیر ۲۱ سال فنلاند و فنلاند بازی کرده‌است.